# Chinggeltei
Chinggeltei (mongol : ᠴᠢᠩᠭᠡᠯᠲᠡᠢ, cyrillique : Чингэлтэй ou Цэнгэлтэй), également translittéré en Činggeltei, Chinggaltai, Chenggeltai, ou Chenggeltei, né le 12 juin 1924 – 27 décembre 2013 est un linguiste Mongol de Mongolie-Intérieure, en République populaire de Chine. Il est un des fondateurs de l'université de Mongolie-Intérieure à Hohhot, où il enseigne les langues mongoles. Il est membre du comité permanent de l'Assemblée nationale populaire.
Son nom en chinois est chinois simplifié : 清格尔泰 ; chinois traditionnel : 清格爾泰 ; pinyin : Qīnggè'ěrtái.

## Œuvres
- (zh) 清格尔泰, 蒙古语语法, 呼和浩特, 内蒙古人民出版社,‎ 1992 (grammaire du mongole).
  - Compte rendu : (en) John C. Street, « Book Reviews: A Grammar of the Mongol Language », Slavic Review, vol. 22, no 4,‎ 1963, p. 785–786 (OCLC 478987841, JSTOR 2492598)
- (mn) Civggaldai jiv jugiyal buidugal uv taguburi, Vulaqhavqada Vuibur muvgqhul uv sivzilagu vuqaqhav tegnig margazil uv gablal uv quriie, coll. « Vuibur muvgqhul uv yagae surqhaqhuli jiv 211 vivzenerivg uv suduv buidugal », 2010 (ISBN 9787538020090, OCLC 838912178)